# Clásico Ancashino
El Clásico Ancashino es un encuentro de fútbol disputado por los clubes José Gálvez FBC y Sport Áncash. Desde que ambos equipos ascendieron a Primera División se han convertido en los clubes más representativos de la Región Ancash

## Historia
Ambos equipos se han enfrentado en muchas oportunidades por la Liga Departamental de Fútbol de Áncash. El primer partido oficial se jugó en la Etapa Departamental de 1975 luego que José Gálvez fuera ganador de la Zona Costa y Sport Áncash de la Zona Sierra. Ambos estaban clasificados para la Etapa Regional de la Copa Perú 1976 pero debían definir el título departamental. El 14 de diciembre de 1975 en el partido de ida de la final empataron 1-1 en Huaraz con goles de Javier Portilla para Áncash y Benjamín Reyes para Gálvez. En el partido de vuelta ganó Gálvez por 4-2 en Chimbote y logró el campeonato departamental.
A partir del 2004 se modifica el campeonato de Copa Perú permitiendo tras muchos años clasificar a dos equipos por departamento, es a partir dicho año que ambos equipos se enfrentan en instancias superiores del fútbol peruano.

## La Rivalidad
Sin duda la rivalidad histórica entre Huaraz y Chimbote se traduce en rivalidad a todo ámbito, entonces es natural que los dos equipos más representativos de la Región Áncash hereden dicha rivalidad, convirtiéndose así los enfrentamientos entre el Sport Ancash de Huaraz y el José Gálvez FBC de Chimbote como el Clásico del Fútbol Ancashino.

## Estadísticas
Solo encuentros disputados desde el 2004:
| Torneo           | PJ | GJG | E | GSA | GolJG | GolSA |
| ---------------- | -- | --- | - | --- | ----- | ----- |
| Primera División | 12 | 6   | 3 | 3   | 17    | 13    |
| Segunda División | 4  | 3   | 0 | 1   | 7     | 2     |
| Copa Perú        | 4  | 1   | 0 | 3   | 4     | 8     |
| Copa Inca        | 2  | 1   | 1 | 0   | 7     | 3     |
| Amistosos        | 2  | 0   | 0 | 2   | 0     | 2     |
| Total            | 24 | 11  | 4 | 9   | 35    | 28    |

| PJ: partidos jugados         |
| GJG: ganador José Gálvez     |
| GSA: ganador Sport Ancash    |
| E: empate                    |
| GolJG: goles de José Gálvez  |
| GolSA: goles de Sport Ancash |

#### Resultados
Solo partidos oficiales en Primera División:
| Año  | Local        | Resultado | Visitante    | Torneo           | Estadio        | Ciudad   |
| ---- | ------------ | --------- | ------------ | ---------------- | -------------- | -------- |
| 2006 | Sport Áncash | 3-1       | José Gálvez  | Primera División | Rosas Pampa    | Huaraz   |
| 2006 | José Gálvez  | 3-0       | Sport Áncash | Primera División | Gómez Arellano | Chimbote |
| 2006 | Sport Áncash | 1-1       | José Gálvez  | Primera División | Rosas Pampa    | Huaraz   |
| 2006 | José Gálvez  | 4-3       | Sport Áncash | Primera División | Gómez Arellano | Chimbote |
| 2008 | Sport Áncash | 0-0       | José Gálvez  | Primera División | Rosas Pampa    | Huaraz   |
| 2008 | José Gálvez  | 1-0       | Sport Áncash | Primera División | Centenario     | Chimbote |
| 2008 | Sport Áncash | 2-0       | José Gálvez  | Primera División | Rosas Pampa    | Huaraz   |
| 2008 | José Gálvez  | 1-1       | Sport Áncash | Primera División | Centenario     | Chimbote |
| 2009 | Sport Áncash | 1-2       | José Gálvez  | Primera División | Rosas Pampa    | Huaraz   |
| 2009 | José Gálvez  | 3-1       | Sport Áncash | Primera División | Centenario     | Chimbote |
| 2009 | Sport Áncash | 1-0       | José Gálvez  | Primera División | Rosas Pampa    | Huaraz   |
| 2009 | José Gálvez  | 1-0       | Sport Áncash | Primera División | Centenario     | Chimbote |

## Comparación de datos
|                                                                          | Colores                         |            |
| La Amenaza Verde                                                         | Apodo                           | El Tiburón |
| Copa Perú                                                                | Categoría actual                | Copa Perú  |
| Huaraz                                                                   | Ciudad                          | Chimbote   |
| 1967                                                                     | Año de fundación                | 1951       |
| Rosas Pampa                                                              | Nombre del Estadio              | Centenario |
| 20 000                                                                   | Capacidad del Estadio           | 32 000     |
| 5                                                                        | Temporadas en 1ª                | 12         |
| 6                                                                        | Temporadas en 2ª                | 3          |
| 1                                                                        | Totales de Títulos Oficiales(1) | 5          |
| (1) Títulos de Segunda División, Copa Perú, Copa Inca y Copa Federación. |                                 |            |